# Nederlands kampioenschap sjoelen
Het Nederlands kampioenschap sjoelen is een reeks nationale sjoelwedstrijden die jaarlijks plaatsvinden.
Het kampioenschap wordt georganiseerd door de Algemene Nederlandse Sjoelbond. Er zijn verschillende formats opgenomen in het kampioenschap, waaronder teams, individuen, koppels en 20-2.
Voor 2023 bepaalden regionale selectie-evenementen welke spelers in aanmerking zouden komen voor het individuele kampioenschap. Voor het seizoen 2023-2024 veranderde het kwalificatiesysteem vanwege een kleiner aantal deelnemers; spelers kwalificeren zich nu op basis van hun scores in het teamkampioenschap en in twee selectie-evenementen die centraal worden gehouden.